# Umowa o zrzeczenie się dziedziczenia
Umowa o zrzeczenie się dziedziczenia – umowa zawierana przez przyszłego spadkobiercę ustawowego lub testamentowego, uprawnionego do zachowku lub zapisobiercę z przyszłym spadkodawcą, której skutkiem jest wyłączenie tego spadkobiercy (zapisobiercy) od dziedziczenia, pozbawienie zachowku lub zapisu w całości albo w części.

## Pochodzenie i występowanie
Umowa zrzeczenia się dziedziczenia nie była znana w prawie rzymskim i ma rodowód germański. Ukształtowały ją sytuacje, w których przyszły spadkodawca, dokonując za życia (inter vivos), najczęściej w drodze darowizny, poważniejszego przysporzenia majątkowego na rzecz jednej z osób należących do kręgu jego spadkobierców ustawowych, pragnął uniknąć pokrzywdzenia swych pozostałych spadkobierców. Z tego względu przysporzeniu towarzyszyło zrzeczenie się przyszłych praw spadkowych po darczyńcy ze strony osoby otrzymującej takie przysporzenie.
Współcześnie umowy o zrzeczenie się dziedziczenia nie są powszechnie uznane i dopuszczalne na świecie. Przeciwne takim umowom są m.in. prawo francuskie, włoskie, hiszpańskie, holenderskie, izraelskie, prawo stanu Luizjana w USA, prawo obowiązujące w Luksemburgu i prawo greckie. Dopuszcza je natomiast prawo niemieckie, austriackie, szwajcarskie, węgierskie, chorwackie, duńskie, szwedzkie, norweskie,  prawo większości stanów USA oraz  prawo polskie.
Te porządki prawne, które przewidują zrzeczenie się dziedziczenia, dopuszczają taką możliwość w szerszym albo węższym zakresie. Zrzeczenie może dotyczyć zarówno dziedziczenia ustawowego, jak i testamentowego, uprawnienia do zachowku lub uczynionego zapisu (np. w prawie niemieckim) albo tylko dziedziczenia ustawowego.

## Zrzeczenie się dziedziczenia w prawie polskim
Zgodnie z art. 1048 polskiego kodeksu cywilnego spadkobierca ustawowy może przez umowę z przyszłym spadkodawcą zrzec się dziedziczenia po nim. Umowa taka powinna być zawarta w formie aktu notarialnego. Z kolei według art. 1049 k.c. zrzeczenie się dziedziczenia obejmuje również zstępnych zrzekającego się, chyba że umówiono się inaczej. Zrzekający się oraz jego zstępni, których obejmuje zrzeczenie się dziedziczenia, zostają wyłączeni od dziedziczenia, tak jakby nie dożyli otwarcia spadku. Stosownie do art. 1050 k.c. zrzeczenie się dziedziczenia może być uchylone przez umowę zawartą w formie aktu notarialnego między tym, kto zrzekł się dziedziczenia, a tym, po kim się dziedziczenia zrzeczono.
Zrzeczenie się dziedziczenia skutkuje wyłączeniem danej osoby od dziedziczenia ustawowego, tak jakby nie dożyła chwili otwarcia spadku, i utratą wszystkich uprawnień związanych ze statusem spadkobiercy ustawowego po konkretnym spadkodawcy (m.in. prawa do zachowku). Osoba taka nie traci jednak zdolności do dziedziczenia testamentowego – spadkodawca może powołać danego spadkobiercę w testamencie lub uczynić na jego rzecz zapis zwykły lub windykacyjny, a także polecenie. Zrzekający się nie musi uzyskać zgody zstępnych na zawarcie umowy o zrzeczenie się dziedziczenia ani zgody sądu, gdy zstępni są małoletni.
W 2017 Sąd Najwyższy stanął na stanowisku, że zrzeczenie się dziedziczenia może być ograniczone do zrzeczenia się tylko prawa do zachowku. Stanowisko to ma swoich zwolenników i przeciwników.